# Аст (Француска)
Аст (фр. Aast) насеље је и општина у Француској у региону Аквитанија, у департману Атлантски Пиринеји која припада округу По.
По подацима из 2011. године у општини је живело 188 становника, а густина насељености је износила 39,58 становника/km². Општина се простире на површини од 4,79 km², а налази се на просечној надморској висини од 390 m.

## Демографија
| 1794. | 1800. | 1806. | 1820. | 1831. | 1836. | 1841. | 1846. | 1851. | 1856. | 1861. | 1866. | 1872. | 1876. | 1881. | 1886. | 1891. | 1896. | 1901. | 1906. | 1911. | 1921. | 1926. | 1931. | 1936. | 1946. | 1954. | 1962. | 1968. | 1975. | 1982. | 1990. | 1999. | 2011. |
| ----- | ----- | ----- | ----- | ----- | ----- | ----- | ----- | ----- | ----- | ----- | ----- | ----- | ----- | ----- | ----- | ----- | ----- | ----- | ----- | ----- | ----- | ----- | ----- | ----- | ----- | ----- | ----- | ----- | ----- | ----- | ----- | ----- | ----- |
| 140   | 138   | 140   | 173   | 168   | 175   | 167   | 188   | 206   | 220   | 237   | 209   | 213   | 199   | 190   | 183   | 200   | 214   | 186   | 191   | 183   | 160   | 167   | 145   | 140   | 126   | 140   | 140   | 203   | 115   | 140   | 163   | 190   | 188   |

График промене броја становника у току последњих година